# فينمارك

موقع مقاطعة فينمارك في النرويج

فينمارك (بالنرويجية: Finnmark، باللغة السامية الشمالية Finnmárkku "فينماركو"، باللغة الفنلندية: Ruija "رويجا") هي مقاطعة تقع في أقصى شمال النرويج وأقصى شمال قارة أوروبا. تحدّها من الغرب مقاطعة ترومس، وفنلندا (إقليم لابي) من الجنوب، وروسيا (مورمانسك أوبلاست) من الشرق، وبحر النرويج (المحيط المتجمد الشمالي) من شمال الغرب، وبحر بارنتس (المحيط المتجمد الشمالي) من الشمال والشمال الشرقي.
تُعتبر هذه المقاطعة جزءاً من إقليم سامبي وكذلك جزءاً من إقليم بارنتس، وتُعتبر أكبر مقاطعات النرويج مساحةً إذ تبلغ مساحتها 48,618 كلم مربع. مركز المقاطعة هي بلدة فاردو التي تقع في أقصى شرق المقاطعة، ومن أشهر المدن الأخرى ألتا وشيركينس وهامرفست ورأس الشمال. يبلغ عدد سكان هذه المقاطعة 73,787 نسمة.
تُعتبر المقاطعة من أكثر المناطق برداً في العالم إذ يدخل فيها دائرة القطب الشمالي ويتساقط الثلج فيها في أغلب فترات السنة وتغيب الشمس عنها تماما في فصل الشتاء.

## التاريخ
أورد الجغرافي العربي الإدريسي معلومات جغرافية عن فينمارك ورسمها في خريطته وذكرها باسمها الحالي: (وهذه الأرض أكثرها خلاءٌ وبراري وقرىً عامرة وثلوج دائمة وبلادها قليلة... فأما أرض فينمارك فأرضٌ كثيرةُ القرى والعمارات والأغنام).
وتشير المصادر أن الرحّالة والدبلوماسي الأندلسي إبراهيم بن يعقوب زار المنطقة ودخل إلى (حمام ساونا) هناك وعرف أنهم يستخدمونها للتدفئة أيام البرد. ومن الجدير بالذكر أن فينمارك في ذلك الوقت كانت عبارة عن قبائل وليس جزءاً من أي دولة.